# Rassemblement républicain
 (juin 2020).
Si vous disposez d'ouvrages ou d'articles de référence ou si vous connaissez des sites web de qualité traitant du thème abordé ici, merci de compléter l'article en donnant les références utiles à sa vérifiabilité et en les liant à la section « Notes et références ».
Le groupe du rassemblement républicain souvent abrégé en RR  est le groupe parlementaire de l'Assemblée nationale constitué autour de 9 partis dont GDE, ADC-BOC, RDIG, PGR, ARENA, FIDEL, GUD, PDG-RDA et MPD,.
Il est constitué à la suite des élections législatives du 22 mars en Guinée.

## Composition
Le groupe parlementaire Alliance Patriotique se compose de 19 membres.

### Effectifs et dénomination
| Année | Nom                       | Nombre de membres | Nombre d’apparentés | Nombre de députés | Évolution | Pourcentage |
| ----- | ------------------------- | ----------------- | ------------------- | ----------------- | --------- | ----------- |
| 2020  | Rassemblement républicain | 19                |                     | 19                | —         | 16 %        |

## Organisation

### Présidents

#### Liste des présidents de groupe successifs
| Période       | Période  | Identité            | Parti | Parti | Qualité |
| ------------- | -------- | ------------------- | ----- | --- | ------- |
| 22 avril 2020 | en cours | Ibrahima Deen Touré | GDE   | Député, liste nationale du GDE, ancien Président de l'alliance Républicain au compte de UFR (2013 - 2020) |         |

## Membres

### Membres actuels

#### Liste des membres
Liste des membres du groupe RR, au 22 avril 2020
1. Ibrahima Deen Touré (GDE), Président ;
2. Sékou Benna Camara (GUD), Vice-président ;
3. Oyé Guilavogui (PDG/RDA), rapporteur ;
4. Alpha Ibrahima Sila Bah (PGRP), 4e Vice-président de l’Assemblée nationale
5. Ibrahima Sory Diallo (ADC/BOC), 5e Secrétaire parlementaire, membre ;
6. Aboubacar Soumah GDE
7. Aboubacar Sidighy Diallo du parti ADC/BOC ;
8. Sata Diakité (RDIG)
9. M’Ballou Fatoumata Camara (RDIG)
10. Sékou Koureissy Condé (ARENA)
11. Mohamed Lamine Kaba (FIDEL)
12. Sâa Kossa Touré MPD
13. Bouna Keita (RGP)
14. Saliou Bella Diallo du parti Hafia
15. Abdourahmane Diallo  (NFD)
16. Mamadou Saliou Sow
17. Mamadou Alpha Bah (NFD)
18. Mamadou Kaly Bah  (UFC )
19. Morlaye Sylla (UFC)

### Membres du bureau de l’Assemblée nationale
Sur les 17 membres 2 sont du groupe de la majorité présidentielle dont :
- Ibrahima Deen Touré, Président du Groupe parlementaire Alliance Patriotique (GDE)
- Ibrahima Sory Diallo, 5e secrétaire parlementaire (ADC/BOC) ;